# Nová Hradečná
Nová Hradečná (in tedesco Markendorf) è un comune della Repubblica Ceca facente parte del distretto di Olomouc, nella regione di Olomouc.